# 日本民謡ジュニアフェスティバル
日本民謡ジュニアフェスティバル（にっぽん・みんよう・ジュニア・フェスティバル）は、社団法人全大阪みんよう協会主催による、幼稚園・小学生・中学生対象の民謡歌唱コンクールである。
このコンクールは日本の民族文化である民謡を通して、歌詞に記されている郷土への愛情や日常朗詠による豊かな精神を育成するには幼少期からそれを普及させることがひつようとしており、その貴重な文化を次世代に受け継ぎ、高度な歌唱力の保持に努めることを目的とする。
コンテストは小学校低学年（1-3年生）、同高学年（4-6年生）、中学生の3つの部門で構成されているほか、コンテストとは別に、75歳以上の高齢者と幼児・小学生が一緒に歌うステージもある。全国コンクールは毎年4月に東大阪市にて行われている。